# Silvana Estrada
Silvana Estrada (Xalapa, Veracruz, México, 15 de abril de 1997) es una compositora y cantautora mexicana. Fue nominada a los Premios Grammy de 2024 por mejor interpretación de una canción ("Milagro y desastre") de Música Global.

## Biografía
Sus padres se dedican a la música y a la laudería. Luego de vivir en Coatepec (Veracruz) y cursar en la carrera de Jazz de la Universidad Veracruzana, se mudó a Nueva York para proseguir su carrera musical. En esta ciudad tras interpretar en distintos escenarios grabó un disco con el músico de jazz Charlie Hunter. Tras un periodo en esa ciudad, se mudó a la Ciudad de México.
Establecida en esta ciudad ha colaborado con músicos como Natalia Lafourcade, El Kanka, Guitarricadelafuente, Mon Laferte, David Aguilar y Ulises Hadjis, del colectivo Núcleo Distante.
El 17 de noviembre del 2022 ganó el Latin Grammy en la categoría Mejor Artista Nuevo, fue un empate con Ángela Álvarez.
El 11 de abril del 2023, la oficina de turismo musical de la Ciudad de México hizo llevar a cabo una sesión musical de Estrada con Aurora Asknes para cantar "Cure for me", donde la cantante mexicana agregó unas líneas en español.Ese mismo año participa en el FMM de Sines, representando sus raíces mexicanas, junto a diversos artistas internacionales.
El 22 de mayo del 2025 publica en su cuenta de Instagram un adelanto de lo que será su siguiente sencillo: Como Un Pájaro, lanzado el 28 de ese mes y que marca el inicio de un nuevo ciclo en su carrera musical. El 18 de junio del mismo año anuncia un nuevo sencillo, Lila Alelí; lanzado el 25 de dicho mes, sencillo que fue acompañado por un vídeo musical. 
El miércoles 23 de julio del 2025 publica en sus redes sociales un adelante de los que será su próximo sencillo, Dime. Dicho sencillo sale el 29 de julio acompañado del anuncio de su nuevo álbum, fecha de lanzamiento y lista de canciones. Así, Dime se convierte en el tercer sencillo de este álbum, Vendrán suaves lluvias. Un álbum que verá la luz el 17 de octubre con las siguientes canciones: 
1. Cada día te extraño menos
2. Dime
3. Lila Alelí
4. Flores
5. Good Luck, Good Night
6. Tregua
7. Como un pájaro
8. Un rayo de luz
9. No te vayas sin saber
10. El alma mía

## Discografía

### Álbumes
- 2017: Lo sagrado [Re-Lanzado en agosto de 2020][13][14]
- 2022: Marchita[15][16]
- 2025: Vendrán suaves lluvias [octubre 17]

### EPs
- 2022: Abrazo (Extendido)

### Sencillos
- 2017: Te guardo
- 2017: Amor eterno reversión a Juan Gabriel
- 2017: Tenías que ser tú con Daniel, me estás matando
- 2018: Al norte con Caloncho
- 2019: Carta
- 2020: Para Siempre
- 2021: Marchita
- 2021: Tristeza
- 2021: Te Guardo
- 2022: Tristeza (Spotify Singles)
- 2022: Clandestina (Spotify Singles)
- 2022: Brindo
- 2022: Abrazo
- 2023: Tom's Diner
- 2023: Milagro y desastre
- 2023: Qué Problema
- 2023: Nueva York | enero '23 (En Vivo desde Estudios Vevo, NYC)
- 2025: Como un pájaro
- 2025: Lila Alelí
- 2025: Dime

### En colaboración
- 2018: Charlie Hunter/Carter McLean Featuring Silvana Estrada en colaboración con Charlie Hunter
- 2018: "Lo Sagrado" con Núcleo Distante
- 2019: "Hedonista" en colaboración con Caloncho (Versión Acústico)
- 2019: "Quisiera" con Daniel me estás matando
- 2019: "Dividido" con Alex Cuba
- 2019: "Universo Amor"  con Playa Limbo
- 2019: Diente de León" con Anthony Escandón
- 2020: "Guantanamera" en colaboración con Guitarricadelafuente (Versión Acústico)[17][18]
- 2020: "Peligrosamente Dark (feat. Silvana Estrada)" con Leiva
- 2021: "La Llorona" con Natalia Lafourcade y Ely Guerra
- 2021: "Días Que No Lloro" con Benjamín Walker
- 2022: "Ni Una Cosa Ni La Otra" con Alex Ferreira
- 2022: "Para vivir" con El Kanka
- 2023: "Cure for me (feat. Silvana Estrada) [Live] con AURORA